# Flavius Magnus
Flavius Magnus (ca. 400 - 475) was een West-Romeins bestuurder uit de vijfde eeuw.
Flavius Magnus was senator van Narbonne, werd in 460 consul van Rome en in 469 prefect van Gallië. Hij stond bekend als een integer en verstandig bestuurder.
Aangenomen wordt dat hij een zoon was van Flavius Felix.